# Pilang (Kademangan)
Pilang is een bestuurslaag in het regentschap Probolinggo van de provincie Oost-Java, Indonesië. Pilang telt 5752 inwoners (volkstelling 2010).